# Daniel Imperiale
Daniel Imperiale (Guaymallén, Mendoza, Argentina; 22 de abril de 1988) es un futbolista argentino-chileno. Juega de mediocampista y actualmente se encuentra libre.

## Clubes
| Club                          | País      | Año       |
| ----------------------------- | --------- | --------- |
| C. D. S. Guaymallén           | Argentina | 2007-2011 |
| Sportivo Italiano             | Argentina | 2011-2012 |
| A. C. San Martín              | Argentina | 2012-2013 |
| Deportivo Maipú               | Argentina | 2014      |
| C. S. D. Tristán Suárez       | Argentina | 2014      |
| C. S. Independiente Rivadavia | Argentina | 2015      |
| Quilmes A. C.                 | Argentina | 2016      |
| Gimnasia y Esgrima La Plata   | Argentina | 2016-2017 |
| C. A. Tigre                   | Argentina | 2017-2018 |
| Cafetaleros de Chiapas        | México    | 2019-2020 |
| C. S. Independiente Rivadavia | Argentina | 2020-2021 |
| Deportes Iquique              | Chile     | 2022      |
| Deportes Antofagasta          | Chile     | 2023      |

## Palmarés

### Torneos regionales
| Torneo                    | Club                 | Sede              | Año  |
| ------------------------- | -------------------- | ----------------- | ---- |
| Torneo Apertura Formativo | Deportivo Guaymallén | Guaymallén        | 2008 |
| Liga Mendocina Formativa  | Deportivo Guaymallén | General Gutiérrez | 2008 |